# Tipula pulchricornis
Tipula pulchricornis är en tvåvingeart som först beskrevs av Block 1799.  Tipula pulchricornis ingår i släktet Tipula, ordningen tvåvingar, klassen egentliga insekter, fylumet leddjur och riket djur.
Artens utbredningsområde är Tyskland. Inga underarter finns listade i Catalogue of Life.